# Gerard van Nijmegen

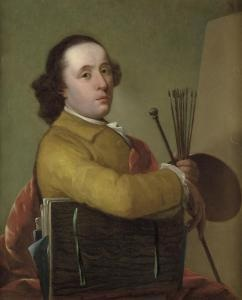
Gerard van Nijmegen, zelfportret.

Gerard van Nijmegen (Rotterdam, 18 november 1735 - Newbury, 29 april 1808) was een Nederlands kunstschilder, tekenaar en etser. Hij werkte in de stijl van de romantiek.

## Leven en werk
Van Nijmegen was de zoon van kunstschilder Dionys van Nijmegen, die hem ook opleidde. Aanvankelijk begon hij als decoratieschilder, maar al snel legde hij zich toe op dramatische landschappen en bosgezichten, in een vroeg-romantische stijl, met veel nadruk op atmosfeer. Kenmerkend zijn ook zijn imposante luchten, geïnspireerd door zeventiende-eeuwse schilders als Jacob van Ruisdael. Vaak koos hij voor on-Hollandse bergachtige omgevingen, met watervallen en woeste bomen. De inspiratie daarvoor ontleende hij aan twee reizen langs de Rijn, die hij maakte met zijn vrouw Susanna Catharina Vijgh, die eveneens kunstschilderes was. Ook werkte hij veel op de Veluwe. Zijn werk werd bewonderd door Barend Cornelis Koekkoek, als wiens voorloper hij wordt beschouwd.
Van Nijmegen maakte ook veel tekeningen en etsen, waarvan een grote collectie in het bezit is van het Teylers Museum en het Rijksprentenkabinet. Ook illustreerde hij boekuitgaven. Hij was medebestuurder van het Rotterdams kunstgenootschap Nature et Arte. In 1808 overleed hij, 72 jaar oud. Schilderijen van zijn hand zijn onder andere te zien in het Rijksmuseum Amsterdam, het Museum Rotterdam, Museum Boijmans Van Beuningen en het Rijksmuseum Twenthe.

## Galerij

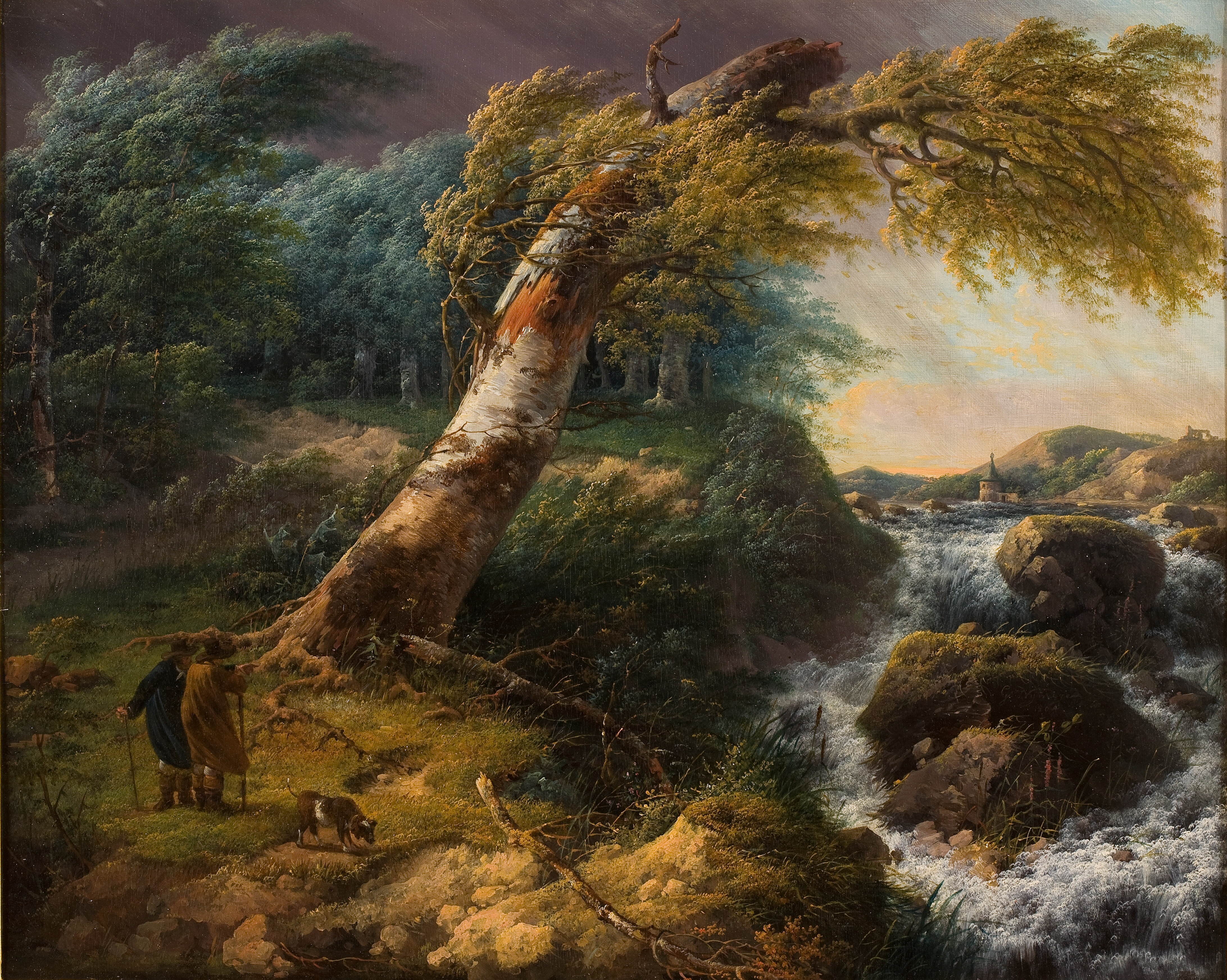
Landschap in de storm, 1804, Rijksmuseum Twenthe
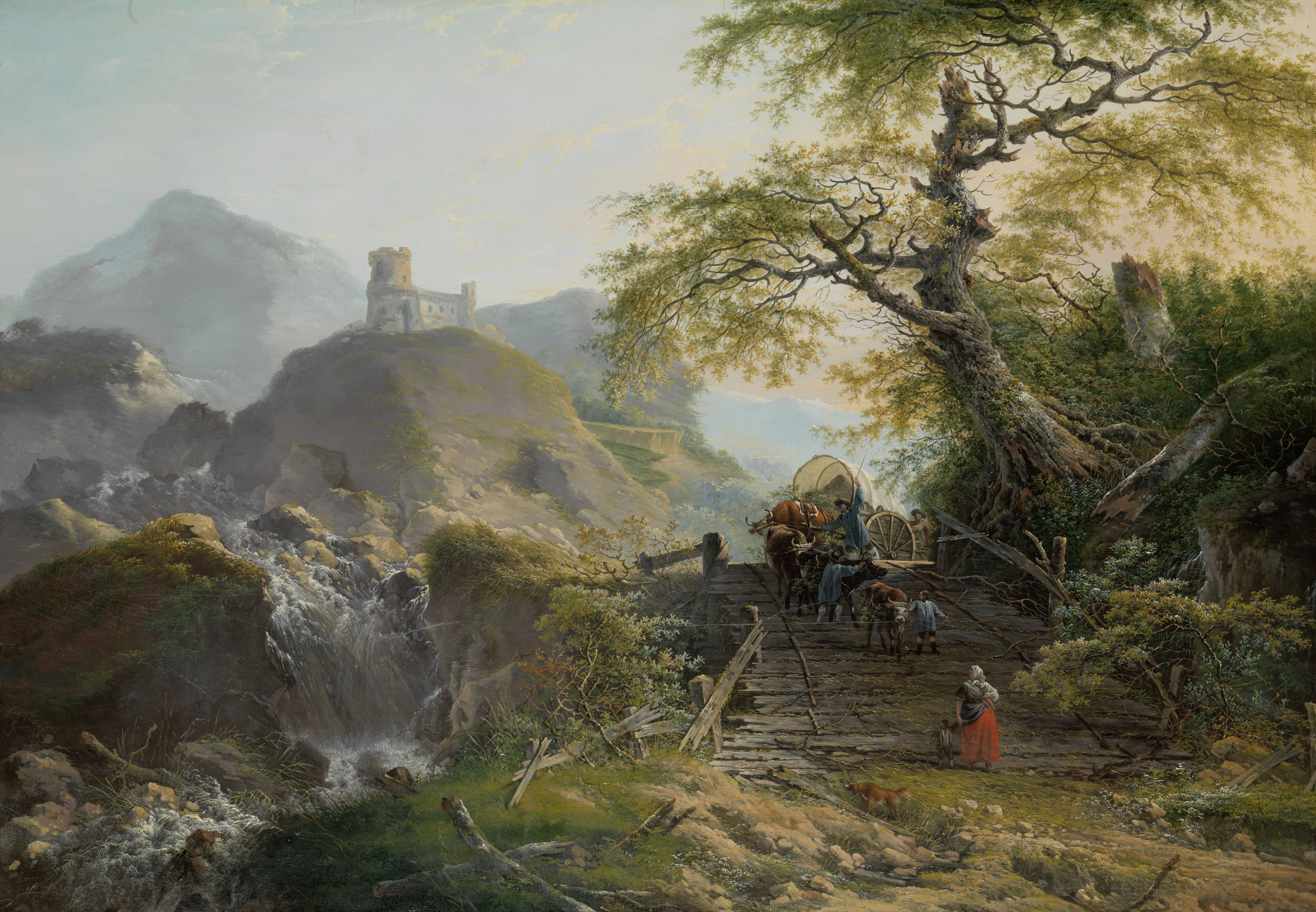
Berglandschap bij Düsseldorf, 1790, Rijksmuseum Amsterdam
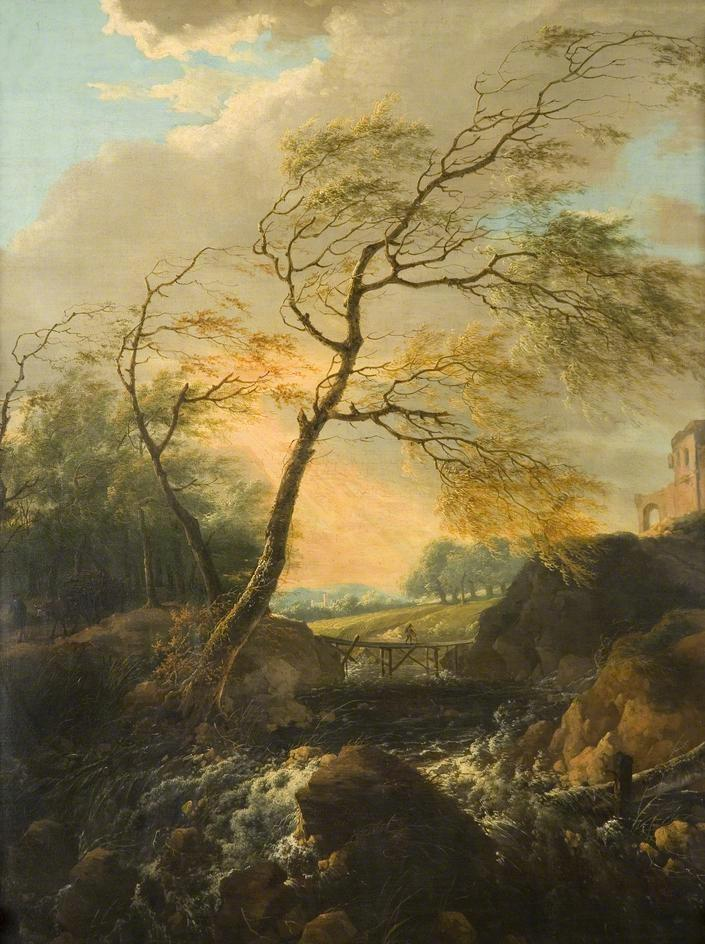
Een winderige dag, 1789, privécollectie